# Base Científica Antàrtica Artigas
Base Científica Antàrtica Artigas (BCAA) és la designació oficial de la base permanent que l'Uruguai té a l'Antàrtida, fundada el 22 de desembre de 1984 a l'Illa Rei Jordi, Shetland del Sud. És més coneguda com a "Base Artigas".

## Ubicació
La BCAA depèn de l'Instituto Antártico Uruguayo (Institut Antàrtic Uruguaià) i està situada a l'Illa Rei Jordi, que forma part de l'Arxipèlag de les Shetland del Sud a uns 100 km de la Península Antàrtica, a 3.012 km de la ciutat de Montevideo i a 3.104 km del pol Sud. Les seves coordenades exactes són 62º 11'04 de latitud Sud i 58º 54'09 de longitud Oest.
El seu primer cap va ser el tinent coronel Omar Porciúncula. La base opera tot l'any, amb una dotació de 8 persones a l'hivern i pot allotjar fins a 60 persones a l'estiu. Des de 1985 manté operant ininterrompudament una estació meteorològica que forma part de la xarxa meteorològica mundial.
Durant els mesos d'estiu, equips d'investigadors participen d'activitats científiques relacionades amb estudis de glaciologia, paleontologia, marees oceàniques, la vida animal, la psicologia de l'home antàrtic i altres projectes.